# Edwin Steinhauer
Edwin Steinhauer (* 21. Juli 1916 in Lauterecken; † 3. Januar 1996 ebenda) war ein deutscher Landwirt und Politiker (CDU). Von 1963 bis 1975 saß er im Landtag von Rheinland-Pfalz.

## Leben
Nach dem Abitur am Gymnasium in Kaiserslautern absolvierte Steinhauer eine Ausbildung in der Landwirtschaft. Er leistete ab 1937 Reichsarbeitsdienst, wurde zum Militär eingezogen und nahm bis 1945 als Soldat am Zweiten Weltkrieg teil, zuletzt als Oberleutnant und Batteriechef.
Nach 1945 war Steinhauer als Landwirtschaftsmeister selbständiger Landwirt in Lauterecken. Von 1970 bis 1976 war er Vizepräsident und von 1976 bis 1987 Präsident der Landwirtschaftskammer Rheinland-Pfalz. Zudem war er Vorstandsmitglied der Bauern- und Winzerschaft der Pfalz. Seit 1978 führte er den Ehrentitel Ökonomierat.
Steinhauer trat 1946 in die CDU ein und war von 1966 bis 1969 Vorsitzender des CDU-Kreisverbandes Kusel. Er war Ratsmitglied und von 1960 bis 1974 ehrenamtlicher Bürgermeister der Stadt Lauterecken. Des Weiteren war er Kreistagsmitglied im Landkreis Kusel und Mitglied des Bezirkstages Pfalz. Bei der Landtagswahl 1963 wurde er erstmals als Abgeordneter in den Rheinland-Pfälzischen Landtag gewählt. Hier war er Vorsitzender des Landwirtschaftsausschusses. Sein Landtagsmandat konnte er bei den beiden folgenden Wahlen 1967 und 1971 erfolgreich verteidigen. 1975 schied er aus dem Parlament aus. Bei der Bundestagswahl 1969 kandidierte er im Wahlkreis 158 (Frankenthal) für den Deutschen Bundestag, unterlag aber dem SPD-Kandidaten Rudolf Kaffka.
Edwin Steinhauer war verheiratet und hatte zwei Söhne. Er wurde in Lauterecken beigesetzt.